# Legge di Planck
La legge di Planck, formulata da Max Planck nel 1900, afferma che l'energia associata alla radiazione elettromagnetica è trasmessa in unità discrete o quanti, successivamente identificati nei fotoni.

## Formula

La legge di Planck (curve colorate) determina in maniera accurata la radiazione di corpo nero. La curva nera è la previsione della teoria classica che causa la cosiddetta catastrofe ultravioletta.

Il valore {\displaystyle E} di un quanto di energia dipende dalla frequenza {\displaystyle \nu } della radiazione secondo la formula:
{\displaystyle E=h\nu }
dove h è la costante di Planck.
Usando le unità del Sistema internazionale (SI), l'energia è misurata in joule, la frequenza in hertz e la costante di Planck in joule secondi.
La legge di Planck fornisce inoltre una formula per la distribuzione statistica dell'energia dei quanti tramite la radianza spettrale di un corpo {\displaystyle B_{\nu }(\nu ,T)}, che descrive l'energia emessa per radiazione alle differenti frequenze. Questa quantità è la misura della potenza emessa per unità di area del corpo, per unità di angolo solido per unità di frequenza.
Detta {\displaystyle \nu } la frequenza e {\displaystyle T} la temperatura assoluta, la legge di Planck espressa nel SI è data da:
{\displaystyle u_{\nu }(\nu ,T)={\frac {8\pi h\nu ^{3}}{c^{3}}}{\frac {1}{e^{\frac {h\nu }{k_{\mathrm {B} }T}}-1}}}
oppure alternativamente può essere espressa nel sistema CGS:
{\displaystyle B_{\nu }(\nu ,T)={\frac {2\ h\nu ^{3}}{c^{2}}}{\frac {1}{e^{\frac {h\nu }{k_{\mathrm {B} }T}}-1}}}
dove {\displaystyle h} è la costante di Planck e {\displaystyle c} è la velocità della luce nel vuoto.
La distribuzione ha un massimo approssimativamente per:
{\displaystyle h\nu \approx 2,82k_{\mathrm {B} }T}

## Storia e conseguenze
Planck formulò la legge per risolvere il problema della radiazione del corpo nero, per la quale le leggi conosciute, basate sul presupposto che una massa irradiasse la stessa quantità di energia su tutto lo spettro di frequenze, potendo la frequenza aumentare all'infinito, portavano a risultati incoerenti, in netta discordanza con i dati sperimentali (cosiddetta catastrofe ultravioletta). All'epoca non esisteva nessuna giustificazione teorica per questa scelta di discretizzazione, che semplicemente permetteva di risolvere il problema in modo elementare, e riproduceva esattamente i dati sperimentali lasciando inalterato il modello. Lo stesso Planck era perplesso al riguardo. Fu poi Albert Einstein nel 1905 a dare al concetto di "quanto di luce" un significato fisico, teorizzando che la radiazione elettromagnetica fosse realmente costituita da pacchetti di energia (chiamati nel 1926 da Gilbert Lewis fotoni) e riuscendo in tal modo a spiegare l'effetto fotoelettrico. Il concetto di quanto venne poi esteso alla grandezza "energia" in senso lato, permettendo la comprensione teorica del funzionamento dell'atomo e divenendo elemento fondante della meccanica quantistica.

## Derivazione
Si può dimostrare che la relazione tra l'energia e la frequenza può essere derivata usando la relatività speciale. La temperatura di seguito viene misurata in joule, in modo che non compaia nelle equazioni la costante di Boltzmann.
Viene presentata la derivazione classica della legge, per quale storicamente ci si riferisce alla luce contenuta in una cavità, in equilibrio termico con le pareti (cioè con l'energia di radiazione assorbita uguale all'energia emessa), come se fosse un gas. Alle singole particelle materiali viene sostituito il campo elettromagnetico oscillante delle onde (stazionarie) riflesse fra le pareti, considerate a tutte le possibili frequenze (che in una cavità di lunghezza finita {\displaystyle L} sono {\displaystyle \nu _{n}={\frac {c}{\lambda _{n}}}=n{\frac {c}{2L}}}).
La distribuzione delle energie cinetiche delle particelle in un gas in equilibrio locale a temperatura {\displaystyle T} assume la distribuzione di Boltzmann, secondo la quale la probabilità di uno stato di energia {\displaystyle E} (entro un intervallo {\displaystyle dE}) è:
{\displaystyle P(E)dE={\frac {e^{-{\frac {E}{T}}}}{\int _{0}^{\infty }e^{-{\frac {E}{T}}}\,dE}}\,dE}
Applicata alla radiazione elettromagnetica dentro la cavità, questa formula dà la probabilità che ciascuna delle onde stazionarie sopra descritte abbia un contenuto di energia {\displaystyle E}; il numero delle specifiche frequenze, moltiplicato per le possibili direzioni di polarizzazione (due), corrisponde ai gradi di libertà termodinamici.
Il valore medio di energia immagazzinato dentro ogni lunghezza d'onda si calcola di conseguenza:
{\displaystyle \langle E\rangle ={\frac {\int _{0}^{\infty }Ee^{-{\frac {E}{T}}}\,dE}{\int _{0}^{\infty }e^{-{\frac {E}{T}}}\,dE}}}
Svolgendo gli integrali si trova: {\displaystyle \langle E\rangle =T}, che è il classico risultato per l'energia media contenuta in due gradi di libertà, valido per la teoria cinetica dei gas. Applicato alla radiazione in una cavità conduce subito, come è noto, al paradosso chiamato catastrofe ultravioletta: siccome i gradi li libertà corrispondono alle possibili frequenze, e non erano noti motivi per cui queste dovessero avere un limite superiore, l'energia totale ottenuta sommando un numero infinito di valori medi costanti {\displaystyle T} è infinita. L'attributo ultravioletta è dovuto al fatto che sono le frequenze più alte quelle responsabili del valore di fuga.
Il problema, nella sua sconcertante semplicità, rimase aperto per molti anni senza che si avessero idee riguardo a possibili soluzioni. La via d'uscita venne trovata da Planck, e fu un semplice artificio algebrico.
Per illustrarlo mostriamo brevemente per esteso i passaggi della vecchia soluzione degli integrali:
{\displaystyle {\frac {\int Ee^{-{\frac {E}{T}}}\,dE}{\int e^{-{\frac {E}{T}}}\,dE}}={\frac {-{\frac {\partial }{\partial (1/T)}}\int e^{-{\frac {E}{T}}}\,dE}{\int e^{-{\frac {E}{T}}}\,dE}}=-{\frac {\partial }{\partial (1/T)}}\ln \int _{0}^{\infty }e^{-{\frac {E}{T}}}\,dE=-{\frac {\partial }{\partial (1/T)}}\ln T=T}
L'artificio usato da Max Planck è stato semplicemente la sostituzione dell'integrale con una sommatoria discreta:
{\displaystyle \int e^{-{\frac {E}{T}}}\,dE\mapsto \sum \varepsilon e^{-{\frac {\varepsilon n}{T}}}},
a cui segue {\displaystyle \sum _{0}^{\infty }\varepsilon e^{-{\frac {\varepsilon n}{T}}}={\frac {\varepsilon }{1-e^{-{\frac {\varepsilon }{T}}}}}}
(è stata usata la formula per sommare i termini delle serie geometriche: {\displaystyle \sum _{0}^{N}x^{n}={\frac {1-x^{N+1}}{1-x}}}). 
Con questo il calcolo diventa:
{\displaystyle \langle E\rangle ={\frac {\partial }{\partial (1/T)}}\ln \left({\frac {1-e^{-{\frac {\varepsilon }{T}}}}{\varepsilon }}\right)={\frac {\varepsilon e^{-{\frac {\varepsilon }{T}}}}{1-e^{-{\frac {\varepsilon }{T}}}}}={\frac {\varepsilon }{e^{\frac {\varepsilon }{T}}-1}}}
Alla quantità costante {\displaystyle \varepsilon } venne attribuito un valore proporzionale alla frequenza {\displaystyle \nu }, {\displaystyle \varepsilon =h\nu }.
In tal modo il valore dell'energia media che compete al grado di libertà non è più una costante, ma decresce all'aumentare della frequenza della radiazione che la contiene, permettendo di avere un valore finito dell'energia totale.